# ズドブ・シ・ズドゥブ
ズドブ・シ・ズドゥブ（ルーマニア語:Zdob şi Zdub）は、モルドバ共和国のキシナウを拠点に活動するバンドである。サンプリングを始めとしたヒップホップの要素や、ハードコア・パンクの要素、それにモルドバの伝統音楽やロマ音楽の要素などをミックスしたスタイルで長年にわたり活動を続けている。バンド名はドラムを叩く音を表す擬音語に由来する。ユーロビジョン・ソング・コンテストのモルドバ代表として2005年大会に参加して6位となり、同2011年大会、2022年大会にも出場した。

## 来歴
1994年に結成された。当初はハードコアに近いスタイルで、歌詞は大部分がロシア語であった。キシナウで行われたチェルノブイリ原子力発電所の10周年を記念するイベントに参加し、1996年にはレイジ・アゲインスト・ザ・マシーンの前座を務めた。
1998年ごろを境にその音楽性は変化をみせ、ルーマニア／モルドバの伝統音楽の要素が取り入れられ、また歌詞はすべてルーマニア語となった。1999年8月14日、ズドブ・シ・ズドゥブはロシアのバンドGorky Parkや、アメリカ合衆国のバンド・レッド・ホット・チリ・ペッパーズとともにモスクワの赤の広場で行われたMTVロシア・パーティに参加した。
モルドバの他にロシアやウクライナ、ルーマニア、ドイツ（1998年）、オランダ（2000年）、更にセルビア、ハンガリー、イタリアへもツアーの範囲を拡大している。2001年1月31日、モスクワにてエミール・クストリッツァのノー・スモーキング・オーケストラと共演を行った。
楽曲「Bună Dimineaţa!（おはよう！）」では、皮肉めいたソビエト連邦・スターリニズム時代の懐古趣味的なビデオクリップを作成し、ルーマニア・ティミショアラのテレヴェスト・フェスティバルにて2001年ルーマニア・ビデオクリップ・オブ・ザ・イヤーに選出された。翌年には「Ţiganii şi OZN（ジプシーとUFO）」がMTVルーマニアのミュージック・ビデオ賞を受賞した。
2003年には楽曲「Everybody in the Case Mare」が、コルネリウ・ポルンボユ（Corneliu Porumboiu）の短編映画『Călătorie la oraş（街への旅）』のオープニングおよびエンディングのテーマ曲として使用された。
2007年9月30日、バンドはイギリス・BBC 1の番組「マイケル・ペイリンの新しいヨーロッパ（Michael Palin's New Europe）」に登場した。またこの年、インターネットを通じて、彼らの楽曲「DJ Vasile」をブラック・アイド・ピーズの「Don't Phunk with My Heart」とミックスしたビデオが作成されて出回った。

## ユーロビジョン・ソング・コンテスト

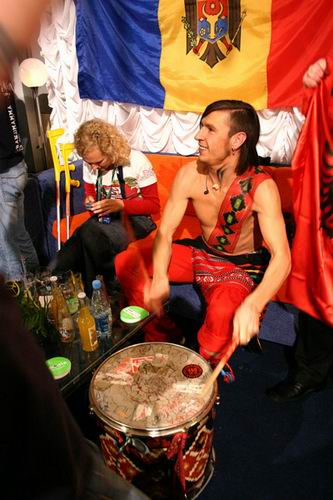
キエフで行われたユーロビジョン・ソング・コンテスト2005のリハーサルにて、ヴォーカルのロマン・ヤグポヴ（Roman Iagupov）

2005年2月26日、ウクライナのキエフで行わるユーロビジョン・ソング・コンテスト2005のモルドバ代表を決める国内選考にて「Boonika Bate Toba（ばーちゃんがドラムを叩く）」を歌って優勝を収め、同国代表に選出された。本戦では、5月19日の準決勝を4位で通過し、21日の決勝では6位となった。
2011年2月には、ドイツのデュッセルドルフで行われるユーロビジョン・ソング・コンテスト2011のモルドバ代表に選出され、再びモルドバ代表としてユーロビジョンに参加した。
2022年には、イタリアのトリノで行われるユーロビジョン・ソング・コンテスト2022のモルドバ代表（アドワホフ兄弟との共演）に選出され、ユーロビジョンに参加した。

## メンバー
以下はバンドに属するメンバーの一覧である。
- ロマン・ヤグポヴ（Roman Iagupov、1973年9月13日 - ）: ヴォーカル、フルート、オカリナ、ヨルガフォン、その他民族楽器。創設メンバーのひとり。
- ミハイ・グンク（Mihai Gîncu、1975年3月5日 - ）: ベースギター、2003年から2004年までドラム。創設メンバーのひとり。
- スヴャトスラヴ・スタルス（Sveatoslav Starus）: ギター。1996年から2004年まで、および2010年から所属
- アンドレイ・チェボタリ（Andrei Cebotari）: ドラム。2000年から2003年まで、および2010年から所属
- ヴィクトル・ダンデシュ（Victor Dandeş、1972年4月3日 - ）:トロンボーン、アコーディオン、各種の民族楽器。2001年より所属
- ヴァレリウ・マズル（Valeriu Mazîlu、1978年9月12日 - ）: トランペット、バグパイプ 。2001年より所属

旧メンバー:
- アナトル・プガチ（Anatol Pugaci、1973年10月6日 - ）: ドラム、まれにベース。創設時より1999年まで、および2004年から2010年まで所属
- イゴル・ブズルニュク（Igor Buzurniuc）: ギター。2005年、および2008年から2010年まで所属
- セルジュ・ヴァタヴ（Sergiu Vatavu）: ギター。2006年から2008年まで所属

## アルバム
- 1996年 – Hardcore Moldovenesc
- 1999年 – Tabăra Noastră
- 1999年 – Zdubii bateţi tare
- 2000年 – Remixes
- 2001年 – Agroromantica
- 2002年 – Рок Энциклопедия
- 2003年 – 450 De Oi
- 2006年 – Ethnomecanica
- 2010年 - Белое Вино / Красное вино